# Historia de Nueva York (1898-1945)

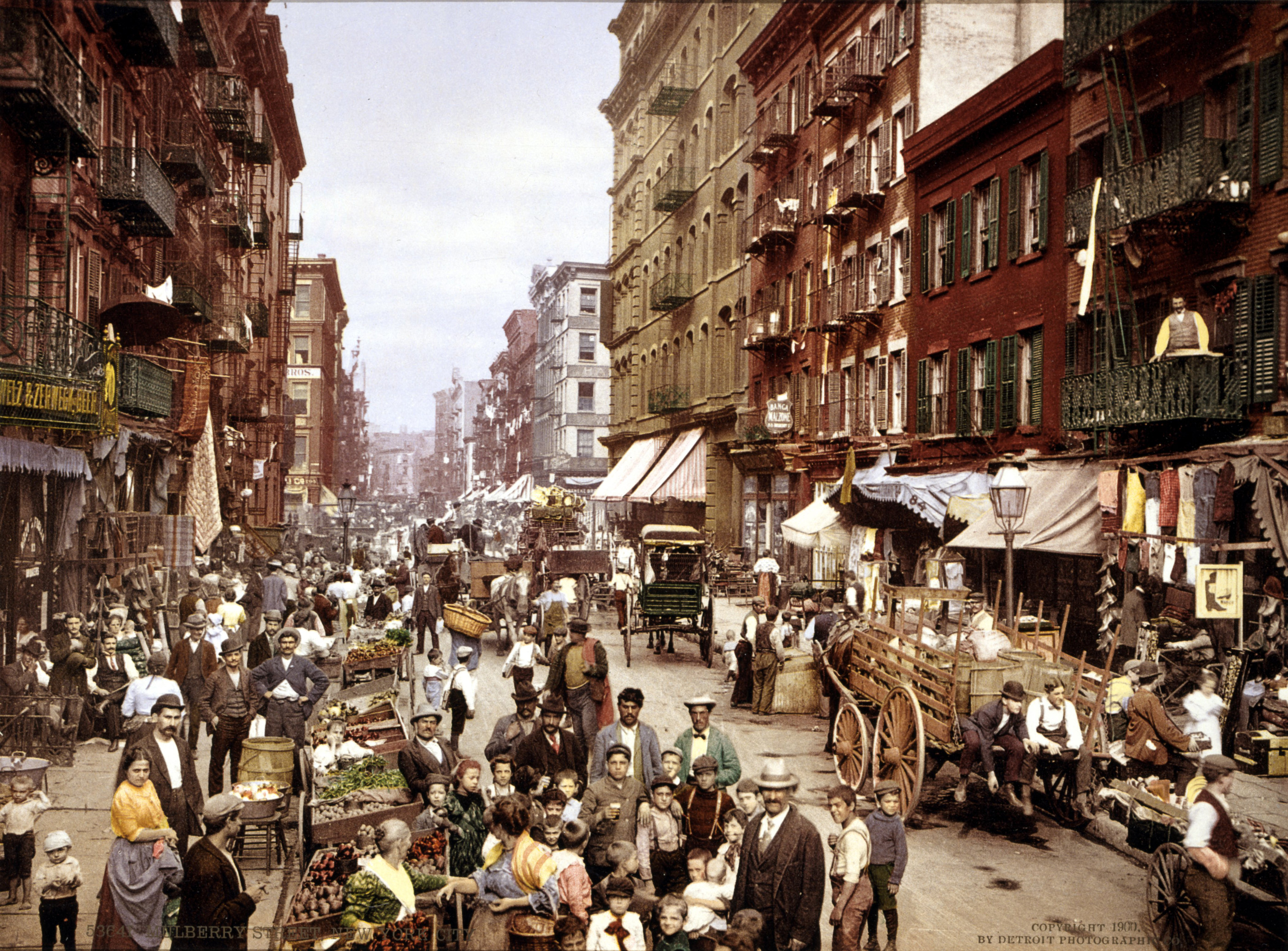
Mulberry Street, en el Lower East Side, hacia 1900

Durante los años de 1898 a 1945, Nueva York (Estados Unidos) se consolidó como la capital mundial de las comunicaciones, el comercio y las finanzas nacionales, y de la cultura popular y la alta cultura. Más de una cuarta parte de las 300 corporaciones más grandes en 1920 tenían su sede allí.
La era comenzó con la formación de la ciudad consolidada de los cinco distritos en 1898, con una población total de 3,4 millones. Nuevos enlaces de transporte, especialmente el Metro de Nueva York, inaugurado en 1904, unieron la nueva metrópolis. El aumento de la inmigración de trabajadores católicos y judíos del sur y este de Europa expandió la fuerza laboral hasta que la Primera Guerra Mundial puso fin a la inmigración en 1914. La escasez de mano de obra durante la guerra atrajo a los afroamericanos del Sureste, que se dirigieron al norte como parte de la Gran Migración. Estos promovieron el Renacimiento de Harlem.
Los locos años veinte fueron años de glamur y riqueza, destacados por un auge de la construcción, con rascacielos cada vez más altos. El sector financiero de Nueva York llegó a dominar las economías nacional y mundial. La economía de Nueva York prosperó después de 1896, con algunas caídas breves, hasta la Gran Depresión de una década, que comenzó con una caída del mercado de valores de Wall Street a fines de 1929. La economía se recuperó en 1940 y floreció durante los años de la Segunda Guerra Mundial. Las principales bases de la economía eran la construcción, el transporte marítimo, la confección, las maquinarias herramienta y la imprenta. Los sindicatos subieron y cayeron y subieron de nuevo. Nueva York se jactó del sistema financiero más fuerte de la nación, un gran mercado exclusivo para artículos de lujo y una cultura floreciente basada en muchos filántropos, museos, galerías, universidades, artistas, escritores y publicaciones.
Las maquinarias políticas demócratas en los distritos generalmente controlaban la política. Sin embargo, finalmente fueron derrocados en 1933 por los reformadores que eligieron y reeligieron repetidamente a Fiorello La Guardia. El fuerte patrocinio federal ayudó a convertir la ciudad en un bastión de la Coalición del New Deal y el modelo de fuerte gasto gubernamental en infraestructura.

## Era progresista, de 1890 a 1920

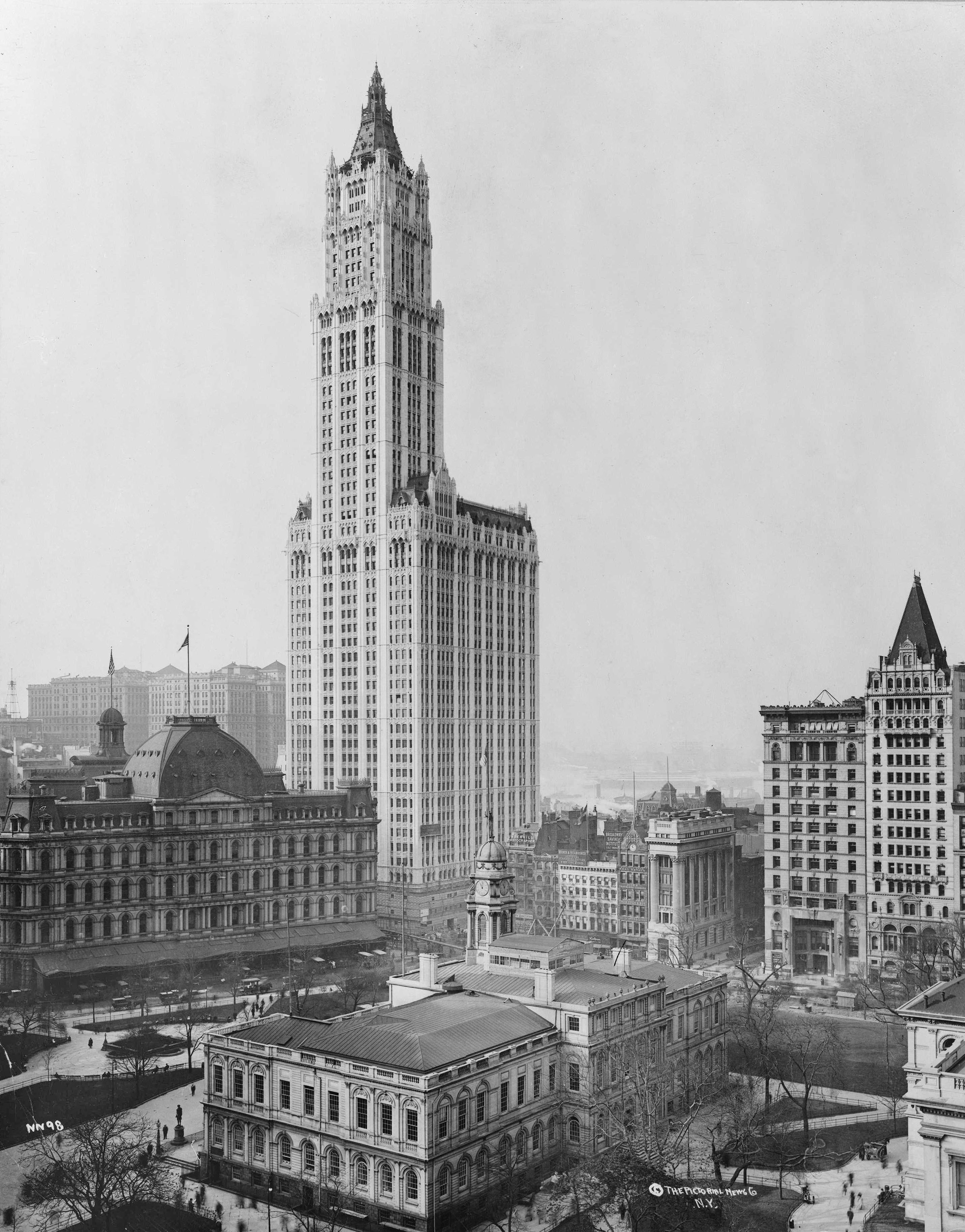
El edificio Woolworth, construido en 1913

Los cinco distritos modernos, que comprenden la ciudad de Nueva York, se unieron en 1898. en ese año, las ciudades de Nueva York, que entonces consistían en los actuales Manhattan y el Bronx, y Brooklyn se consolidaron con las áreas mayoritariamente rurales de Queens y Staten Island. La población total era de 3,4 millones en 1900, saltando a 5,6 millones en 1920 y estabilizándose en 7,9 millones en 1950. La población era muy diversa en etnia, raza, religión y clase.
La ciudad experimentó un enorme crecimiento en población, industria y riqueza. Los principales logros incluyeron la construcción del sistema de metro por parte de empresas comerciales. La ciudad financió nuevos puentes importantes entre Manhattan y Brooklyn y Queens, lo que permitió los desplazamientos y el surgimiento de una base industrial allí. La ciudad también amplió sus instalaciones portuarias, mejoró su sistema de tráfico, construyó cientos de nuevas escuelas primarias y secundarias y participó en programas de salud pública a gran escala. Muchos de los primeros rascacielos, incluidos varios de los edificios más altos del mundo, también se erigieron en Manhattan.

### Las maquinarias y los reformadores
La política de la ciudad consolidada giró en torno a los conflictos entre las maquinarias políticas y los reformadores. en los tiempos tranquilos, las maquinarias tenían un núcleo sólido de partidarios y, por lo general, ejercían el control de los asuntos de la ciudad y el distrito; también jugaron un papel principal en la legislatura estatal en Albany. Desde los años 1880 Tammany Hall construyó una red de clubes locales que atraían a grupos étnicos ambiciosos de clase media. Sin embargo, en tiempos de crisis, especialmente en las severas depresiones de las décadas de 1890 y 1930, los reformadores tomaron el control de las oficinas clave, en particular la del alcalde. Los reformadores nunca estuvieron unificados; operaron a través de una red compleja de grupos de reforma cívica independientes, cada uno enfocando sus esfuerzos de cabildeo en su propia agenda. Los miembros incluían hombres y mujeres de clase media bien educados y con mentalidad cívica, generalmente con habilidades expertas en una profesión o negocio, que desconfiaban profundamente de la corrupción de las maquinarias. La consolidación en 1898 multiplicó el poder de estos grupos de reforma, siempre que pudieran ponerse de acuerdo sobre una agenda común como la consolidación misma.

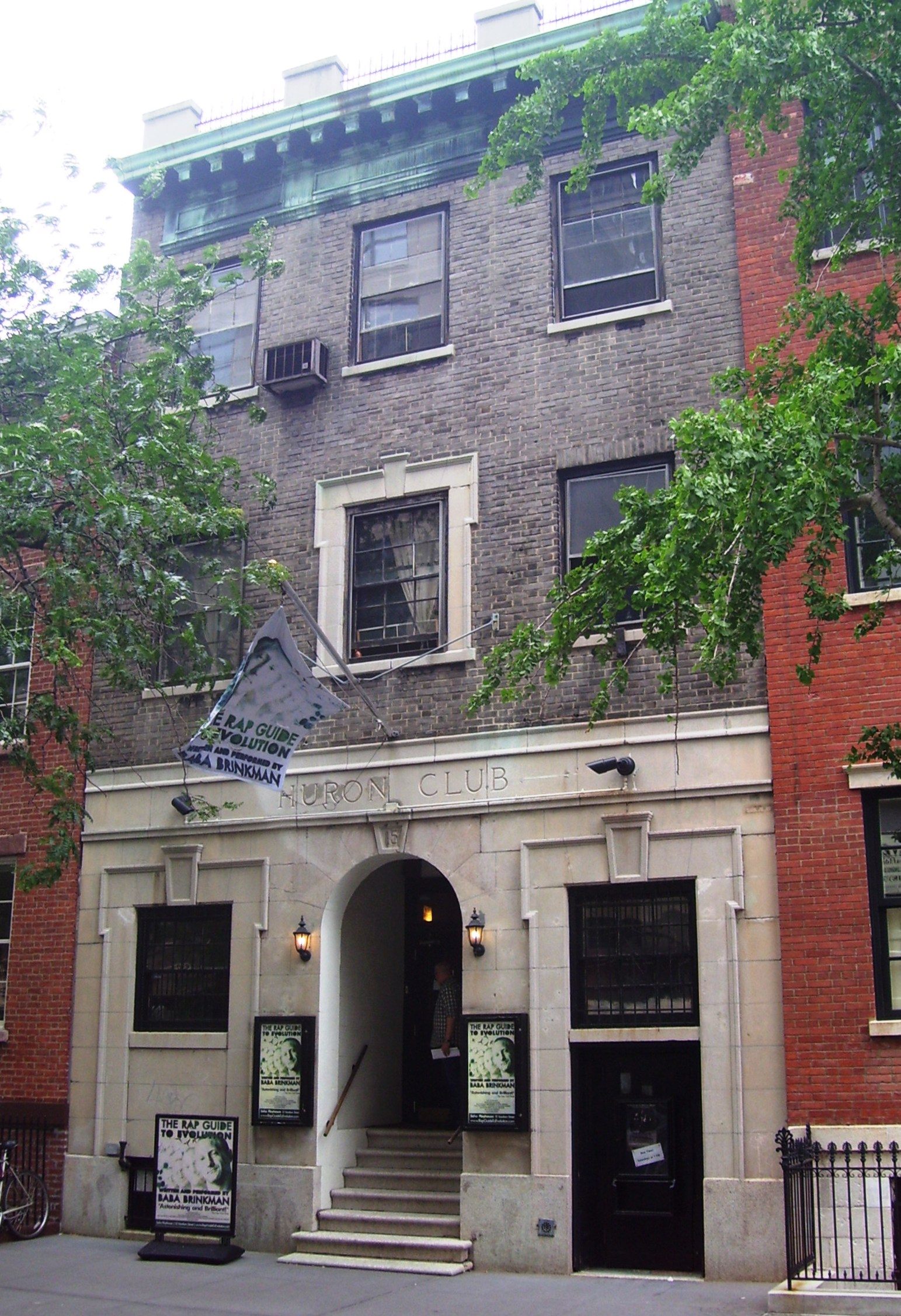
Huron Club, anteriormente un club demócrata de barrio

No había una maquinaria demócrata para toda la ciudad, sino que florecieron sedes en cada uno de los distritos, siendo Tammany Hall en Manhattan la más destacada. Por lo general, tenían organizaciones vecinales sólidas, conocidas como "clubes políticos", así como un líder destacado a menudo llamado "el jefe". Charles Murphy fue el jefe altamente efectivo pero silencioso de Tammany Hall entre 1902 y 1924. "Big Tim" Sullivan era el líder de Tammany en Bowery y el portavoz de la maquinaria en la legislatura estatal. Las organizaciones locales republicanas eran mucho más débiles, pero desempeñaron un papel clave en la formación de coaliciones reformistas. La mayor parte del tiempo buscaban en Albany y Washington D. C., su esfera de influencia. Seth Low, presidente de la Universidad de Columbia, fue elegido alcalde reformista en 1901. Carecía del toque común y perdió gran parte del apoyo de la clase trabajadora cuando se acercó a los prohibicionistas.
El espíritu de la era progresista infundió la política de Nueva York, energizando a los reformadores con una condena de la ineficiencia, el despilfarro y la corrupción. Se hizo hincapié en la experiencia y la organización científica de proyectos a gran escala. Tammany Hall siguió adelante, bajo el nuevo liderazgo de Charles Francis Murphy. Promovió una imagen de reforma en sí misma, patrocinó a reformadores como alcaldes y minimizó las formas manifiestas de corrupción, corrupción y soborno. Los irlandeses mantuvieron el control de Tammany, y el liderazgo tuvo muchas oportunidades para lo que el concejal George Washington Plunkett llamó "injerto honesto", como una vía interna para lucrativos contratos de construcción sin robar ni cometer actos ilegales.
Tres reformadores se convirtieron en alcalde. Seth Low, destacado hombre de negocios de Brooklyn, político experimentado y presidente de la Universidad de Columbia, unió a los reformadores y los republicanos en una fórmula de fusión que ganó la carrera por la alcaldía en 1902. Tammany estaba de regreso en 1904 con un reformador prestigioso, George B. McClellan Jr., el hijo del famoso general de la Guerra Civil y un político experimentado por derecho propio. William Jay Gaynor, juez reformador, ganó la nominación de Tammany en 1909. El reformador de fusión John Purroy Mitchell, favorito del presidente Woodrow Wilson, fue elegido en 1913. Mitchel contó con un fuerte apoyo de los progresistas, lo que le permitió reorganizar la burocracia, tomar medidas enérgicas contra el vicio y hacer que los impuestos fueran más eficientes. El apoyo de Mitchel a los Aliados en la Guerra Mundial alienó a los alemanes, y las clases trabajadoras estaban alarmadas por sus planes de educación vocacional. Fue derrotado en 1917 por John Francis Hylan; Hylan fue reelegido en 1921 y colaboró estrechamente con Hearst hasta que Al Smith y Tammany lo destituyeron en 1925.
Tammany se dio cuenta de que necesitaba reformadores en el boleto, pero tuvo dificultades para trabajar con ellos. Fue necesario que McClellan se presentara a la reelección en 1905 para vencer el tremendo desafío del editor independiente William Randolph Hearst. Pero en 1906, Tammany llegó a un acuerdo y apoyó a Hearst para gobernador, por lo que McClellan rompió con la maquinaria. Gaynor demostró ser mucho más independiente de lo esperado y se le negó la reelección.

### Transporte

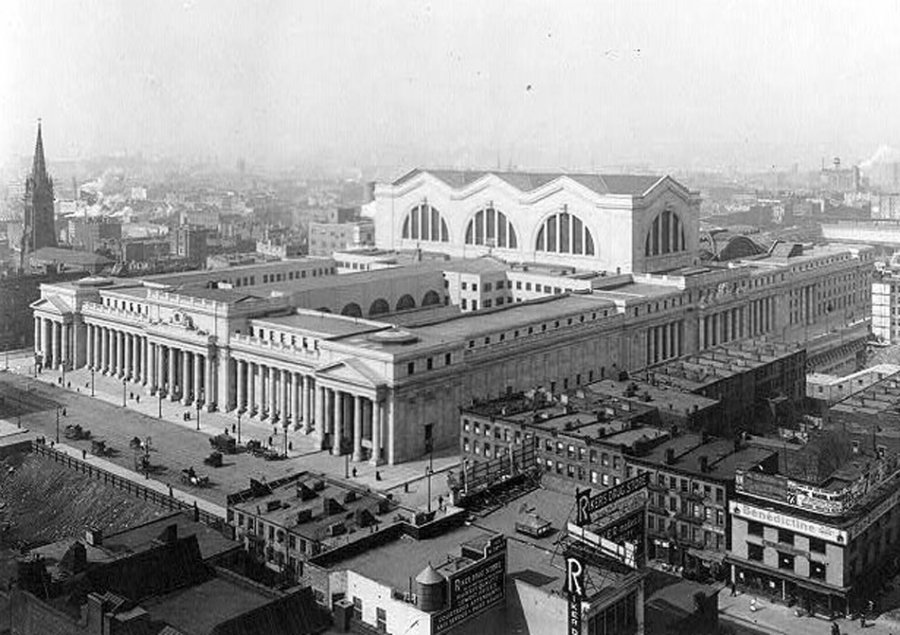
Estación de Pensilvania, inaugurada en 1910

La consolidación municipal precipitó mayores conexiones físicas entre los barrios. El edificio del Metro de Nueva York se inauguró con la primera línea IRT en 1904. Inicialmente, los sistemas Interborough Rapid Transit Company (IRT) y Brooklyn-Manhattan Transit Corporation (BMT) (con un tercer sistema, el Independent Subway System o IND, que se incorporará en 1925) estaban separados. Inmediatamente se convirtieron en una fuerza para una mayor expansión y desarrollo de la población.
La apertura del Puente de Williamsburg en 1903 y el Puente de Manhattan en 1909 conectaron aún más a Manhattan con la comunidad dormitorio en rápida expansión de Brooklyn. La mundialmente famosa Grand Central Terminal se inauguró como la estación de trenes más grande del mundo el 1 de febrero de 1913, reemplazando una terminal anterior en el sitio. La Estación Pensilvania se inauguró en 1910.

### Vida inmigrante

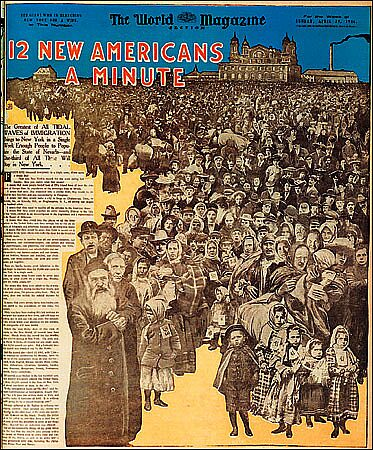
La revista dominical del New York World hizo un llamado a los inmigrantes con esta portada del 29 de abril de 1906 celebrando su llegada a la isla Ellis.

La inmigración europea aumentó exponencialmente a principios del siglo XX; luego se detuvo repentinamente en 1914-1920, lo que permitió a los nuevos residentes asimilarse a la vida estadounidense. Los recién llegados eran católicos italianos y polacos, así como judíos de Europa del Este que hablaban yiddish. Hubo flujos más pequeños pero constantes de fuentes de "antigua inmigración" de Irlanda, Gran Bretaña y Alemania. Los residentes de Little Germany, en lo que ahora es East Village, se dispersaron hacia vecindarios más ricos y fueron reemplazados por un número creciente de inmigrantes pobres en el Lower East Side.

#### Judíos
En 1850, alrededor de un tercio de los 50 000 judíos estadounidenses vivían en Nueva York; hablaban alemán (no yiddish), participaban activamente en las congregaciones reformistas y asumían importantes funciones de liderazgo en las industrias bancaria, financiera, comercial y de la confección de la ciudad. Un grupo completamente diferente de 1,4 millones de judíos pobres de Rusia y Europa del Este que hablaban yiddish huyó de los pogromos y el antisemitismo entre 1880 y 1914. Más de un millón vivían en Nueva York, donde en 1910 constituían una cuarta parte de la población de la ciudad. Muchos se convirtieron en empresarios y establecieron pequeñas tiendas; la mayoría operaba maquinarias de coser y trabajaba en las muchas pequeñas fábricas de ropa de la ciudad.
Los enfrentamientos violentos entre grupos étnicos eran sorprendentemente comunes. Las pandillas étnicas locales controlaban los territorios de sus vecindarios y golpeaban a los niños que cruzaban la línea. Cada grupo étnico tenía pandillas juveniles violentas; Las bandas irlandesas eran especialmente agresivas. Un episodio grave tuvo lugar en 1902, cuando la procesión de 25 000 a 50 000 judíos que marchaban para el funeral de Jacob Joseph, el rabino jefe de la comunidad ortodoxa, pasó por delante de la fábrica Hoe. Fueron atacados por trabajadores o muchachos que arrojaban escombros desde las ventanas de la fábrica. Los judíos se defendieron y rápidamente sitiaron la fábrica y sus 1.800 hombres y niños, rompiendo todas sus ventanas. La policía (en su mayoría irlandesa) disolvió y golpeó a muchos de los hombres que atacaban la fábrica. Arrestaron a 11 de los judíos ya 4 de los trabajadores de la fábrica. La tradición oral judía culpó al antisemitismo tanto de los trabajadores de las fábricas irlandesas como de la policía. Sin embargo, investigaciones históricas recientes muestran que los trabajadores de la fábrica eran en su mayoría alemanes, no irlandeses, y que la policía seguía la práctica estándar para sofocar un motín. en general, la policía mantuvo un estricto control sobre la violencia entre grupos.

### Educación

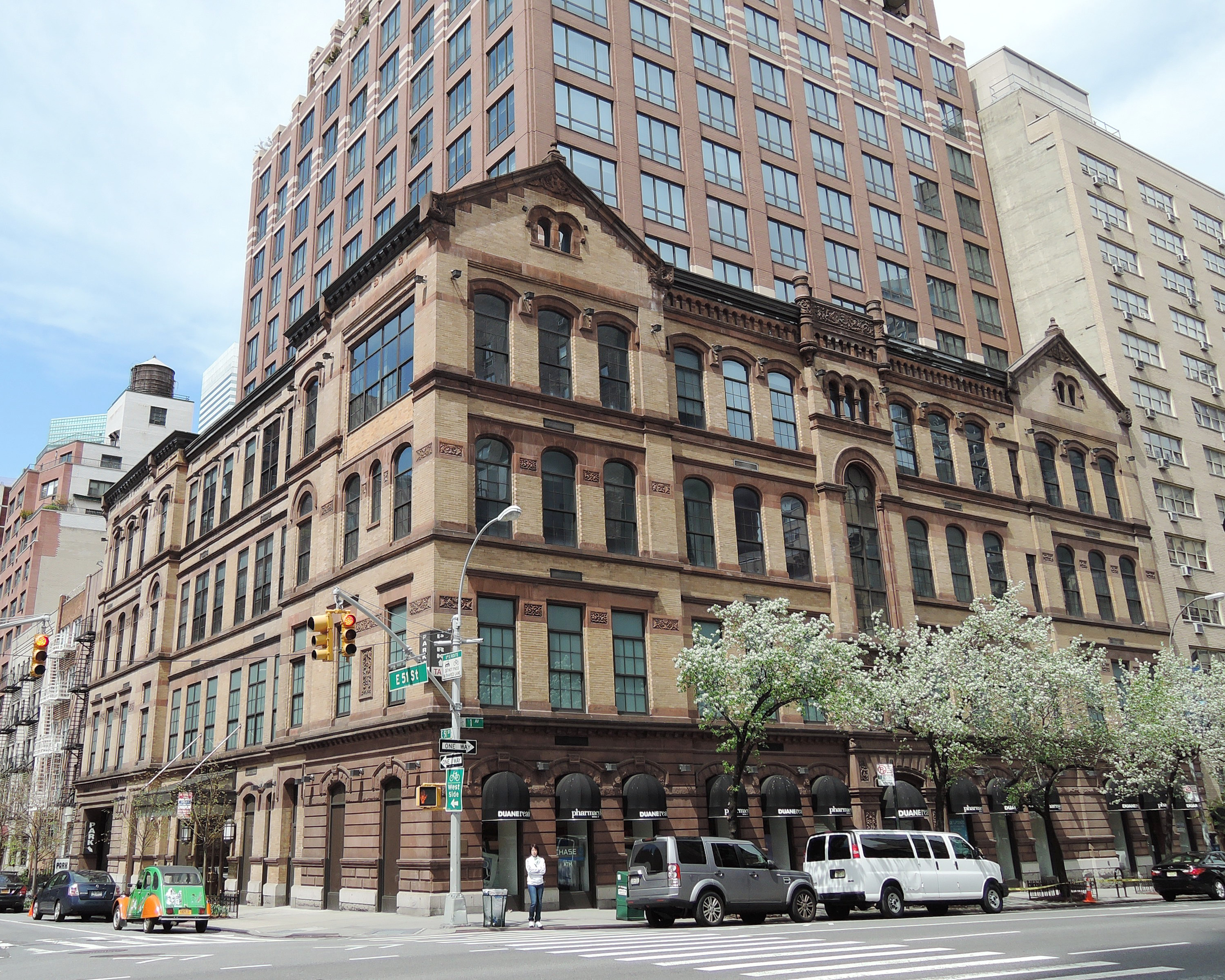
Escuela de 1932 en Turtle Bay

Los reformadores de la Era Progresista promovieron enérgicamente la educación pública gratuita hasta la escuela secundaria, bajo el supuesto de que la ignorancia era un desperdicio y que el aprendizaje desarrollaba la personalidad y las habilidades necesarias en una sociedad en proceso de modernización. La matrícula en las escuelas públicas aumentó de 553 000 en 1900 a 1,1 millones en 1930 y luego disminuyó un poco. La amplia gama de escuelas incluía escuelas primarias y secundarias, así como escuelas secundarias superiores integrales, académicas y técnicas. Además, el sistema operaba escuelas de formación en música, artes, ciencias, cocina, comercio de agujas, imprenta y similares, con escuelas especiales para niños discapacitados y un gran programa nocturno para adultos. La disponibilidad de educación pública gratuita hasta la escuela secundaria era especialmente atractiva para los inmigrantes judíos pobres que valoraban mucho el capital humano.
Los otros grupos étnicos de la ciudad, sobre todo los italianos, por lo general valoraban mucho más la propiedad de una vivienda, lo que requería que los niños y las niñas comenzaran a ganar dinero alrededor de los 14 años. en la comunidad italiana, las niñas abandonan la escuela lo antes posible para trabajar en casa o trabajar en fábricas. El cambio se produjo en los años 1930, ya que más de ellas permanecieron en la escuela, aunque solo a la mitad de la tasa de las niñas judías. Algunos historiadores argumentan que los italianos se estaban modernizando con la cultura estadounidense; sus familias se volvieron menos patriarcales y permitieron un arribismo más individualista para las mujeres. La historiadora Miriam Cohen, sin embargo, dice que estas actitudes más modernas fueron causadas por oportunidades cambiantes para todas las mujeres jóvenes en Nueva York.
Los sacerdotes católicos recomendaron encarecidamente las escuelas parroquiales al menos para los estudiantes de primaria y estaban expandiendo rápidamente el sistema de escuelas secundarias católicas, especialmente para los jóvenes alemanes e irlandeses cuyas familias habían estado en la ciudad durante décadas. El sistema de escuelas católicas creció de una inscripción de 79 000 alumnos en 1900 a 286 000 en 1930, alcanzando un máximo de 332 000 en 1960. También florecieron las escuelas privadas de lujo, así como las escuelas de formación para adultos, como la Escuela de Baile Arthur Murray y muchas escuelas de música. Decenas de miles de adultos tomaron cursos por correspondencia a través del correo.
Los niños y jóvenes judíos prosperaron en las escuelas públicas de Nueva York. El problema vino con las niñas que asistían a la escuela secundaria. Los hombres judíos todavía tenían dudas sobre la educación de las niñas y las familias pobres necesitaban el dinero que podían ganar en trabajos de tiempo completo. Las que llegaron a Estados Unidos cuando eran niñas aprendieron inglés rápidamente, pero cuanto mayores eran al llegar, más trabajo les costaba aprender el idioma. Sin embargo, muchas jóvenes judías lo intentaron y se abrieron paso a trabajos administrativos y administrativos. Muchos de sus logros se reflejaron sobre todo en las siguientes generaciones.

#### Educación superior

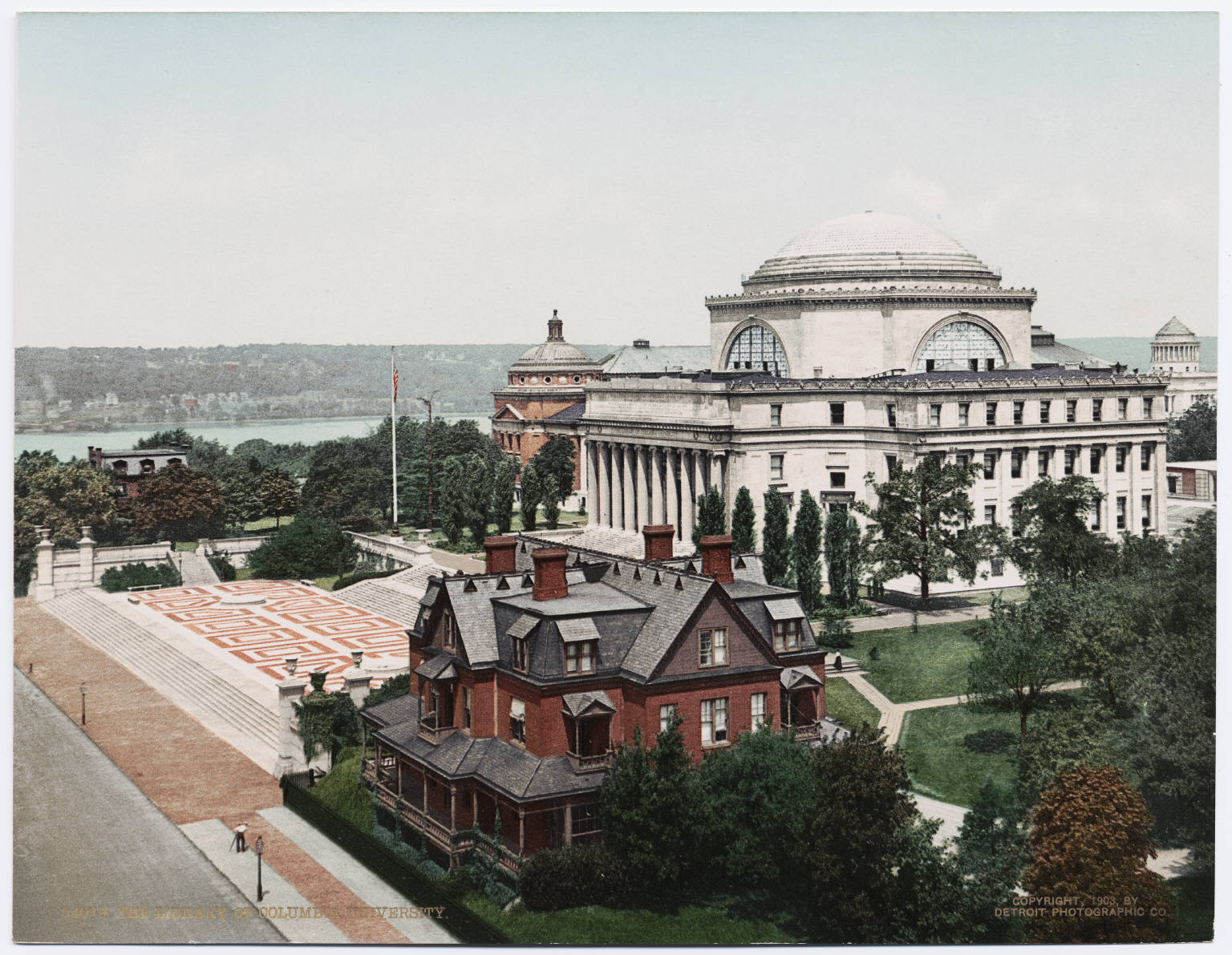
Biblioteca Low en la Universidad de Columbia, ca. mil novecientos

La Universidad de Columbia desarrolló una reputación internacional como un importante centro de investigación en una amplia gama de campos de las artes, las ciencias, las humanidades y la medicina. La Universidad de Nueva York en 1890 era todavía principalmente una escuela de pregrado con un fuerte énfasis protestante. Sin embargo, comenzó a agregar programas de posgrado, una facultad de derecho y una de medicina, así como una escuela de posgrado en educación y una escuela de negocios. Se convirtió en una de las universidades más grandes del país, con una inscripción de 9300 alumnos en 1917 y de 40 000 en 1931.
La Universidad de Fordham tomó la delantera entre las universidades católicas, agregando una escuela de medicina, una escuela de derecho, una escuela de negocios y otras unidades. Su equipo de fútbol tenía una reputación nacional. Fordham se convirtió en mixto en 1964. Además, había muchas escuelas especializadas más pequeñas, como el Wagner College (luterana), la Universidad Yeshiva (judía), la Universidad de San Juan (católica), el Instituto Pratt, la Escuela Juilliard, The New School for Design, el Brooklyn Polytechnic Institute y The New School. Había numerosas facultades de medicina y derecho.
Las élites protestantes de la ciudad enviaban a sus jóvenes a escuelas preparatorias para la universidad en Nueva Inglaterra y luego a universidades de la Ivy League, y a sus jóvenes a las Siete Escuelas Hermanas o a escuelas de posgrado. Después de 1900, Columbia tenía una reputación fuertemente académica y ya no era atractiva para los jóvenes de clase alta. La inscripción judía alcanzó el 40% en Columbia College en 1914; se instaló un sistema de cuotas para reducir la proporción al 20%. Las universidades públicas, City College y Hunter College, eran alrededor del 80% judías.

### Periodismo
A principios del siglo XX, la ciudad tenía de 15 a 20 periódicos diarios y muchos semanarios. La mayoría de los periódicos se vendían en quioscos o los vendían vendedores de periódicos, a diferencia de las suscripciones. The Wall Street Journal proporcionó una cobertura detallada de los asuntos comerciales. The New York Times se había reducido a casi nada en los años 1890. Sin embargo, después de su compra por parte de Adolph Ochs de Knoxville en 1896, llegó a una audiencia de alto nivel con noticias imparciales y detalladas. Había numerosos documentos étnicos. Los documentos étnicos jugaron un papel importante en mantener a los inmigrantes en contacto con el viejo país. Más importante aún, les enseñaron cómo convertirse en estadounidenses y comprender la complejidad de la cultura popular estadounidense.
A partir de 1895, William Randolph Hearst, un heredero minero de San Francisco, desafió a Joseph Pulitzer, de San Luis, por el dominio de los quioscos. Tanto el Seattle Post-Intelligencer de Hearst como el New York World de Pulitzer favorecían a los demócratas, y ambos buscaban maximizar sus ventas a través del periodismo amarillo con exclusivas basadas en sensacionalismo, deportes, sexo y escándalo, y reportajes como tiras cómicas, acertijos, recetas y columnas de consejos. Para 1898, ambos periódicos alcanzaron el nivel de circulación de un millón ejemplares diarios. Hearst se convirtió en líder del ala izquierda del Partido Demócrata y casi fue elegido alcalde en 1905 y gobernador en 1906. Tuvo amargas batallas con Al Smith por el control del Partido Demócrata, perdiendo en 1925. Luego trasladó su base a California. Después de apoyar con entusiasmo a Franklin Roosevelt para la presidencia en 1932, rompió con Franklin D. Roosevelt, se movió hacia la derecha y se convirtió en un crítico del New Deal, usando sus revistas nacionales y el New York Journal para confrontar la agenda de Roosevelt.

### Desastres

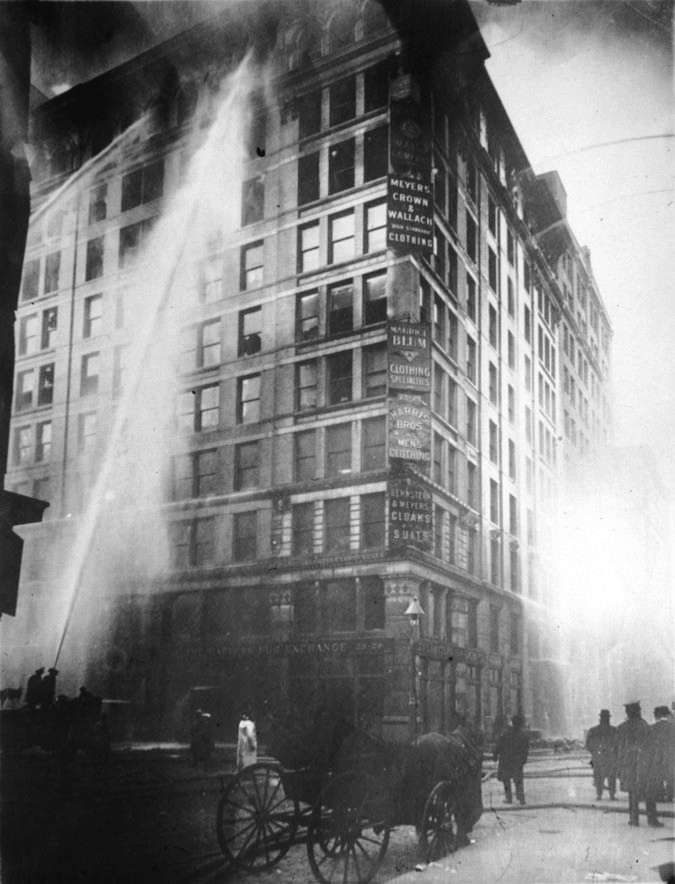
El incendio de la fábrica Triangle Shirtwaist de 1911

El 15 de junio de 1904, más de 1000 personas, en su mayoría de etnia alemana, murieron cuando el barco de vapor de excursión General Slocum se incendió y se quemó en el East River. Fue un gran golpe para la comunidad germano-estadounidense.
El 25 de marzo de 1911, el incendio de la fábrica Triangle Shirtwaist en Greenwich Village se cobró la vida de 145 trabajadoras de la confección, en su mayoría italianas y judías, lo que eventualmente condujo a grandes avances en el departamento de bomberos de la ciudad, los códigos de construcción y las regulaciones del lugar de trabajo. La reacción al desastre impulsó el crecimiento del Sindicato Internacional de Trabajadoras de la Confección de Damas y tuvo lugar en el contexto de movimientos sindicales más amplios coordinados por la Federación Estadounidense del Trabajo.
En la noche del 14 al 15 de abril de 1912, el transatlántico RMS Titanic estaba en ruta en el Atlántico Norte hacia Nueva York cuando se hundió, matando a 1500 de las 2200 personas. El 18 de abril llegó el barco de rescate RMS Carpathia y fue recibido por unas 40 000 espectadores El Comité de Ayuda para Mujeres, la Sociedad de Ayuda para Viajeros de Nueva York y el Consejo de Mujeres Judías, entre otras organizaciones, proporcionaron ayuda inmediata en forma de ropa y transporte a los refugios. Dos monumentos del Titanic se encuentran en Manhattan. El 13 de abril de 1913, los 60 pies (18,3 m) El faro Titanic Memorial en el Bajo Manhattan se construyó en el techo del Seamen's Church Institute. Straus Park, en el Upper West Side, recuerda a Isidor Straus y su esposa Ida, quienes murieron en el desastre.
El naufragio de Malbone Street, el peor desastre en la historia de cualquier sistema de tránsito rápido en los Estados Unidos, ocurrió el 1 de noviembre de 1918. Muchos trabajadores del metro sindicalizados se declararon en huelga contra Brooklyn Rapid Transit Company (BRT), por lo que BRT asignó a uno de sus empleados de oficina para que fuera el maquinista de un tren. Este motorista en particular casi no tenía entrenamiento, en lugar del mínimo habitual de 20 días de entrenamiento, y se estaba recuperando de la pandemia de gripe de 1918, que acababa de matar a su hija. Durante la hora pico, cometió una serie de errores graves, perdió el control en una pendiente cuesta abajo y corría a gran velocidad cuando se estrelló en una curva pronunciada fuera de la estación de Prospect Park. El naufragio de Malbone Street mató a 93 de los 650 pasajeros e hirió gravemente a más de cien más. Con una elección estatal inminente, se convirtió en un episodio de campaña importante, que condujo a la elección de Al Smith como gobernador.
El 16 de septiembre de 1920, los radicales de la ciudad perpetraron el atentado de Wall Street, un ataque terrorista frente a la sede de la Casa Morgan, que mató a decenas de personas e hirió a cientos. Los funcionarios culparon a elementos anarquistas y comunistas, alimentando las redadas en curso de Palmer, pero los culpables nunca fueron capturados.

### Salud pública y saneamiento
La limpieza era una virtud fuertemente promovida, apoyada por la clase media y dirigida por la comunidad de médicos y expertos en salud pública. La limpieza de calles se convirtió en un elemento importante del presupuesto de la ciudad y produjo el tipo de trabajos que las maquinarias querían distribuir entre su clientela de clase trabajadora. Los caballos se utilizaron para el transporte en 1900, como lo habían sido a lo largo de la historia de la ciudad. Había 200 000 de ellos en la ciudad, produciendo cerca 2500 toneladas cortas (2268,0 t) de estiércol al día. Se acumuló en las calles y fue barrido a los lados como la nieve. El hedor era tan fuerte que los urbanitas recibieron los vehículos motorizados como un profundo alivio.
La ciudad tomó la delantera a nivel internacional en la lucha contra la difteria, una enfermedad a menudo mortal que afecta a miles de niños cada año. Los investigadores aplicaron los avances de laboratorio en bacteriología e inmunología al tratamiento y la prevención de esta enfermedad, erradicándola así como una amenaza importante. Algunas decenas de miles de personas murieron en la epidemia de " gripe española " de 1918-1919.
En el cambio de siglo en 1900, el juego era ilegal pero estaba muy extendido en la ciudad de Nueva York. Las actividades favoritas incluían juegos de azar como cartas, dados y números, y apuestas en eventos deportivos, principalmente carreras de caballos. en la clase alta, los juegos de azar se manejaban discretamente en los costosos clubes privados, el más famoso de los cuales era el operado por Richard Canfield, quien dirigía el Saratoga Club. Los jugadores destacados incluyeron a Reggie Vanderbilt y John Bet-a-Million Gates. El principal competidor de Canfield fue la "Puerta de Bronce", operada entre 1891 y 1917 por un sindicato de jugadores estrechamente vinculado a la maquinaria demócrata representada por Tammany Hall.
Estos establecimientos de élite eran ilegales y pagaban a la policía y a los políticos según fuera necesario. La clase trabajadora fue atendida por cientos de salones de juego de barrio, con juegos de cartas faro, y las omnipresentes tiendas de pólizas donde la gente pobre podía apostar unos centavos en los números diarios y ser pagados rápidamente para poder jugar de nuevo. Las apuestas en carreras de caballos solo estaban permitidas en las pistas, donde los controles eran estrictos. El lugar de carreras más famoso fue Belmont Park, un complejo de cinco pistas de carreras, una tribuna de 12 000 asientos y múltiples establos, centrados alrededor de una lujosa casa club. Los jugadores de clase media podían frecuentar las pistas de carreras de la ciudad, pero el centro de gravedad moral de la clase media se oponía firmemente a todas las formas de juego. El movimiento de reforma fue más fuerte en los años 1890. Fue dirigido por hombres como el reverendo Charles H. Parkhurst, el principal pastor presbiteriano y presidente de la Sociedad para la Prevención del Crimen de Nueva York; reforma alcalde William L. Strong, y su comisionado de policía Theodore Roosevelt. Los reformadores aprobaron leyes en la legislatura estatal contra cualquier lugar de juego emergente. Tales leyes se hicieron cumplir en la mayoría de los pueblos pequeños y áreas rurales, pero no en las ciudades más grandes de Nueva York, donde las maquinarias políticas controlaban a la policía y los tribunales.

## De 1920 a 1945

### Política

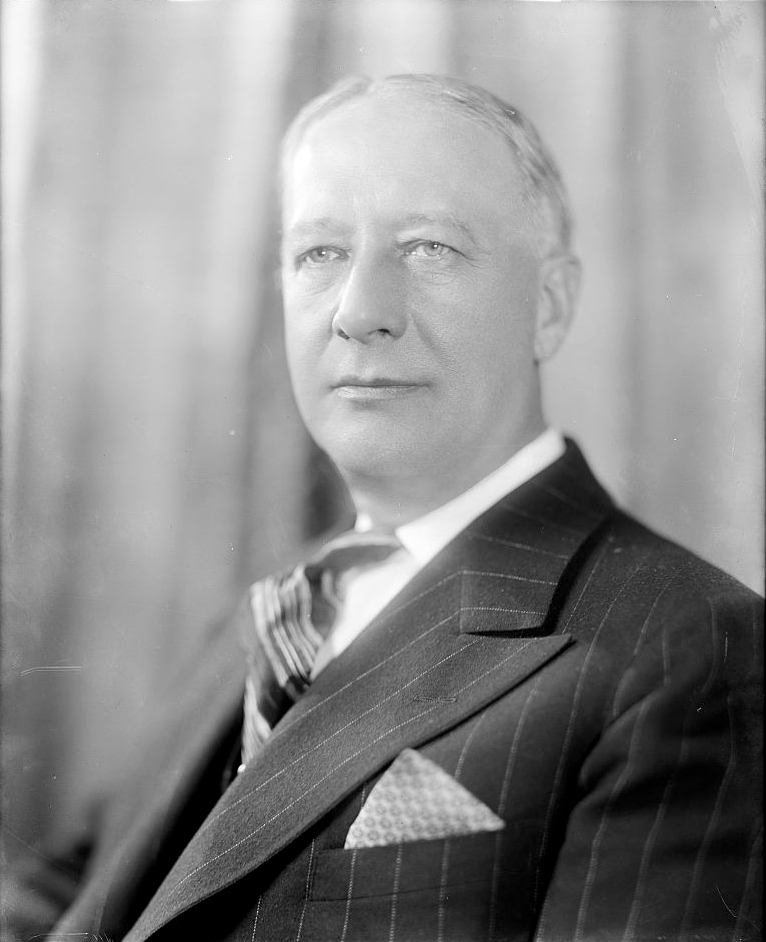
Al Smith, líder de los demócratas en las décadas de 1910 y 1920

Los demócratas, bajo el liderazgo de Al Smith y Robert F. Wagner, abrazaron la reforma en las décadas de 1910 y 1920, especialmente en beneficio de su electorado principal, la clase trabajadora. Smith se convirtió en gobernador en los años 1920, pero perdió la elección presidencial en 1928, aunque le fue muy bien en los bastiones católicos. Wagner sirvió en el Senado de los Estados Unidos de 1927 a 1949, donde fue líder de la Coalición del New Deal, poniendo especial énfasis en apoyar el movimiento obrero.
La elección presidencial de 1924, en la que la mayoría de los neoyorquinos votó por Calvin Coolidge, fue la última vez que un candidato presidencial republicano ganó en Nueva York.
Después de 1928, el escándalo envolvió al Ayuntamiento. El extravagante alcalde Jimmy Walker renunció y huyó a Europa después de que las investigaciones estatales mostraran que había aceptado sobornos. Junto con la dureza de la Gran Depresión, esto dio una oportunidad a los reformadores. Ganaron en 1933 con una coalición encabezada por Fiorello La Guardia. Era un congresista republicano liberal con fuertes conexiones italianas y judías que apelaba más allá de las líneas partidarias. La Guardia dominó la política de la ciudad como alcalde de 1934 a 1945. Apoyó al presidente Franklin D. Roosevelt y su New Deal; a su vez, Roosevelt financió fuertemente la ciudad y cortó el patrocinio de los enemigos de La Guardia.
La Guardia revitalizó Nueva York y restauró la fe pública en el Ayuntamiento. Con la ayuda de Robert Moses, dirigió la construcción de viviendas públicas de bajo costo, parques infantiles públicos, parques y aeropuertos. Reorganizó la fuerza policial, derrotó a la todavía poderosa maquinaria de Tammany Hall y restableció el sistema de méritos en lugar de los trabajos de patrocinio. La Guardia era un líder dominante que bordeaba el autoritarismo pero cuyas políticas de reforma se diseñaron cuidadosamente para abordar los sentimientos de su diverso electorado. Derrotó a una maquinaria demócrata corrupta, presidió durante la Depresión y la guerra mundial, convirtió a la ciudad en el modelo para los programas de obras públicas y bienestar del New Deal, y defendió a los inmigrantes y las minorías étnicas. Tuvo éxito con el apoyo de un presidente comprensivo que era igualmente hostil a Tammany Hall. Aseguró su lugar en la historia como un alcalde reformista de mente dura que ayudó a limpiar la corrupción, trajo expertos talentosos y fijó en la ciudad un amplio sentido de responsabilidad por sus propios ciudadanos. Su administración involucró a nuevos grupos que se habían mantenido fuera del sistema político, le dio a Nueva York su infraestructura moderna y elevó las expectativas de nuevos niveles de posibilidad urbana.

### Cambios en las minorías
Las familias inmigrantes continuaron estableciéndose y más comenzaron a mudarse a los vecindarios fuera de Manhattan; en una señal de madurez municipal, el censo de 1920 mostró que Brooklyn superó por primera vez a Manhattan como el distrito más poblado. Pero el gran período de inmigración europea que acababa de pasar por su punto máximo se detuvo abruptamente con la Ley de Inmigración de 1924 que limitó severamente a más inmigrantes del sur y este de Europa.

#### Renacimiento de Harlem
Después de 1890, los negros comenzaron a mudarse al antiguo barrio judío de Harlem en el Upper Westside de Manhattan. Un número mucho mayor llegó durante la era de la Primera Guerra Mundial cuando la Gran Migración trajo negros para ocupar más puestos de trabajo en un momento en que se suspendió la inmigración. Harlem se convirtió en la capital política de la América negra, con un liderazgo muy controvertido de Marcus Garvey a principios de los años 1920. El activismo sostenido por los derechos civiles tuvo lugar en las décadas de 1930 y 1940, a menudo dirigido por el ministro bautista Adam Clayton Powell Jr., quien fue elegido para el Congreso de los Estados Unidos en 1942. El desempleo fue un problema importante en los años de la Depresión, pero las agencias de ayuda del New Deal, como el Cuerpo Civil de Conservación y la Administración de Progreso de Obras, proporcionaron un empleo considerable en igualdad de condiciones. Gran parte de la protesta organizada fue una demanda de puestos de trabajo y tiendas que pertenecen y son operadas por blancos en Harlem.
El Renacimiento de Harlem de 1920 a 1940 atrajo la atención mundial hacia la literatura afroamericana. Durante muchos años, especialmente en los años 1920, en Harlem floreció el pensamiento social y de allí surgieron numerosos artistas, músicos, novelistas, poetas y dramaturgos negros. Los escritores más famosos fueron Langston Hughes, James Weldon Johnson, Claude McKay y Zora Neale Hurston.

### Era del jazz

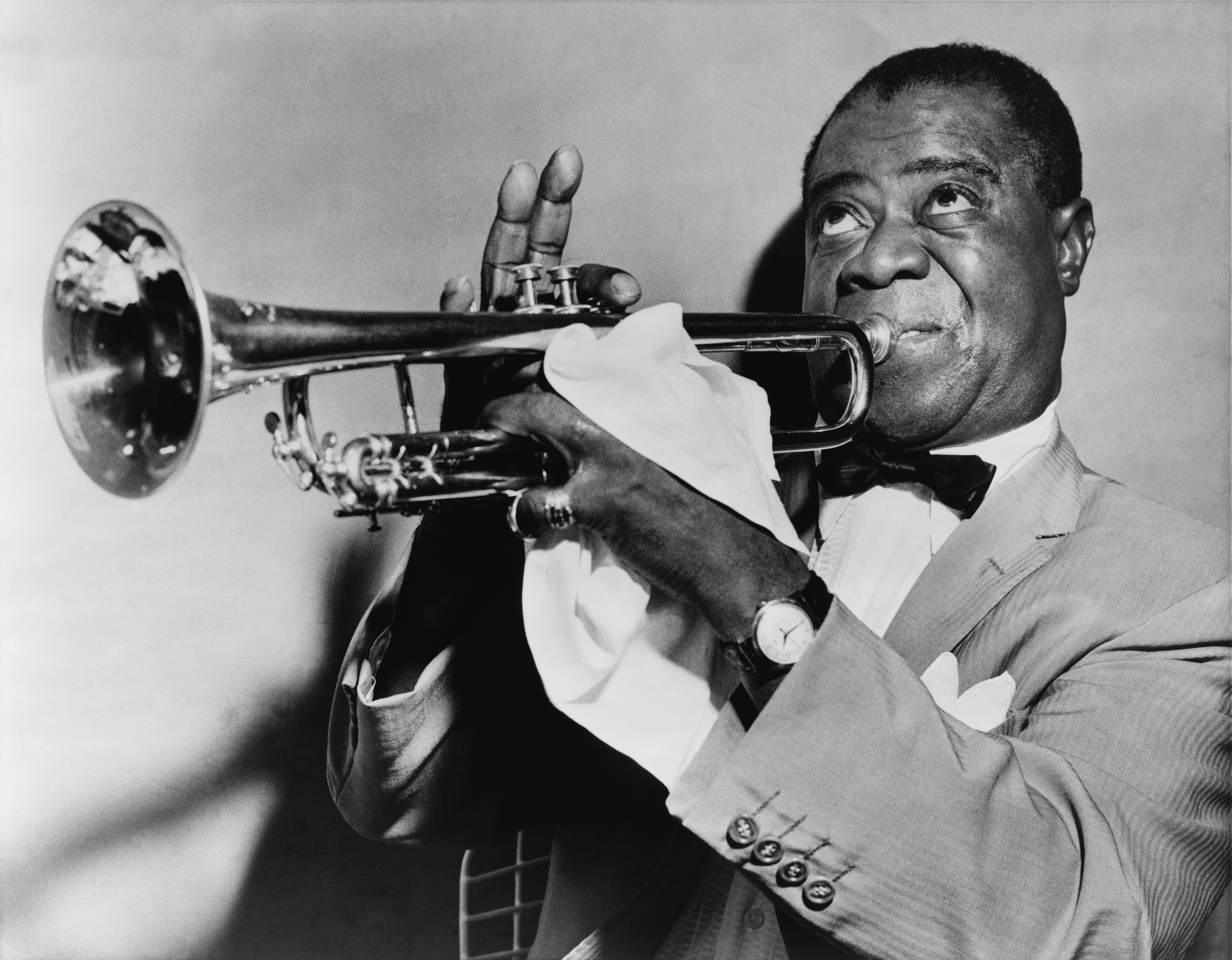
El trompetista y cantante Louis Armstrong

La era del jazz contó con celebridades, entre las más notables de la ciudad se encontraban Madame Polly Adler; la cantante de jazz Ella Fitzgerald; la bailarina Martha Graham; el anfitrión del bar clandestino Texas Guinan; el editor Henry Luce de la revista Time; la escritora Dorothy Parker y los expertos del Hotel Algonquin; el editor Harold Ross de la revista The New Yorker; y héroes deportivos de fama nacional como Babe Ruth y Bill Tilden.
El alcalde de Tammany, amante de la diversión, Jimmy Walker, presidió un período de prosperidad para la ciudad, con la proliferación de bares clandestinos durante la Prohibición.
Tin Pan Alley se desarrolló hacia Broadway, y el primer musical moderno, Jerome Kern 's Show Boat, se inauguró en 1927, cuando el distrito de los teatros se trasladó al norte de la calle 42.

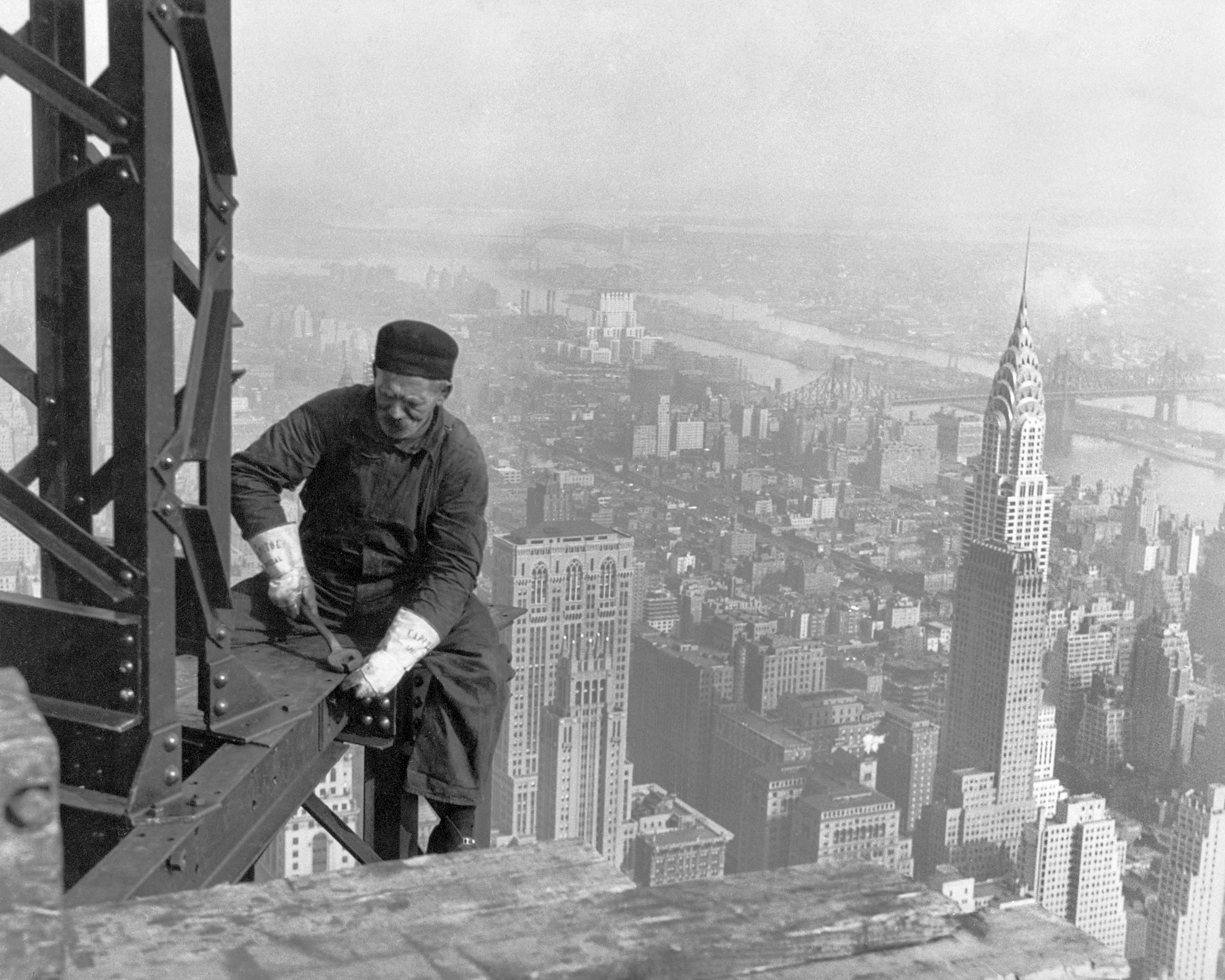
Un obrero ayuda a elevar el Empire State Building 25 pisos más que el Chrysler Building (a la derecha), como se ve en 1931.

Durante este tiempo, la ciudad de Nueva York se hizo conocida por su arquitectura atrevida e impresionante, incluidos los rascacielos que transformaron el horizonte. La carrera hacia el cielo culminó en el duelo de torres de dos íconos Art Deco, el edificio Chrysler y el Empire State Building, a fines de los años 1920. Estos dos rascacielos no se remataron hasta que sus altísimas alturas parecieron demasiado optimistas. La construcción del Rockefeller Center también ocurrió durante este tiempo, convirtiéndose en uno de los proyectos de desarrollo privado más grandes de la historia en ese momento. La ciudad también creció hacia afuera, con el desarrollo residencial reemplazando la mayor parte de las tierras de cultivo del este de Brooklyn, el este del Bronx y gran parte de Queens.

### Gran depresión

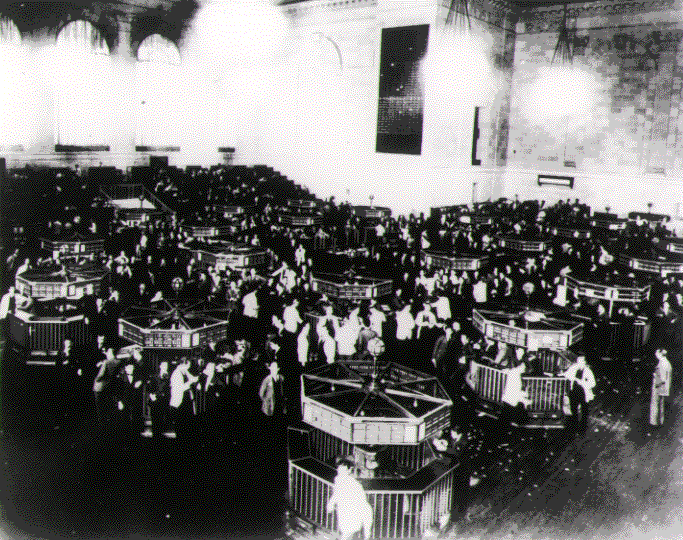
Crac del 29

La Gran Depresión, que iba a afectar al resto del mundo, comenzó con la caída de la bolsa de valores de 1929. El Empire State Building recientemente terminado se conocería como el "Edificio estatal vacío" durante muchos años porque no podía atraer suficientes inquilinos en el sombrío clima empresarial. Cuando el gobernador de Nueva York, Franklin Roosevelt, se convirtió en presidente, las chozas de Hooverville que llevan el nombre de su predecesor salpicaban los parques de la ciudad. La ciudad se convirtió en un escaparate para el gasto del New Deal, especialmente a través de la Administración de Obras Públicas y la Administración de Progreso de Obras. Hubo proyectos de construcción masivos que incluyeron carreteras, puentes, viviendas públicas, nuevas escuelas y la expansión del Astillero Naval de Brooklyn.

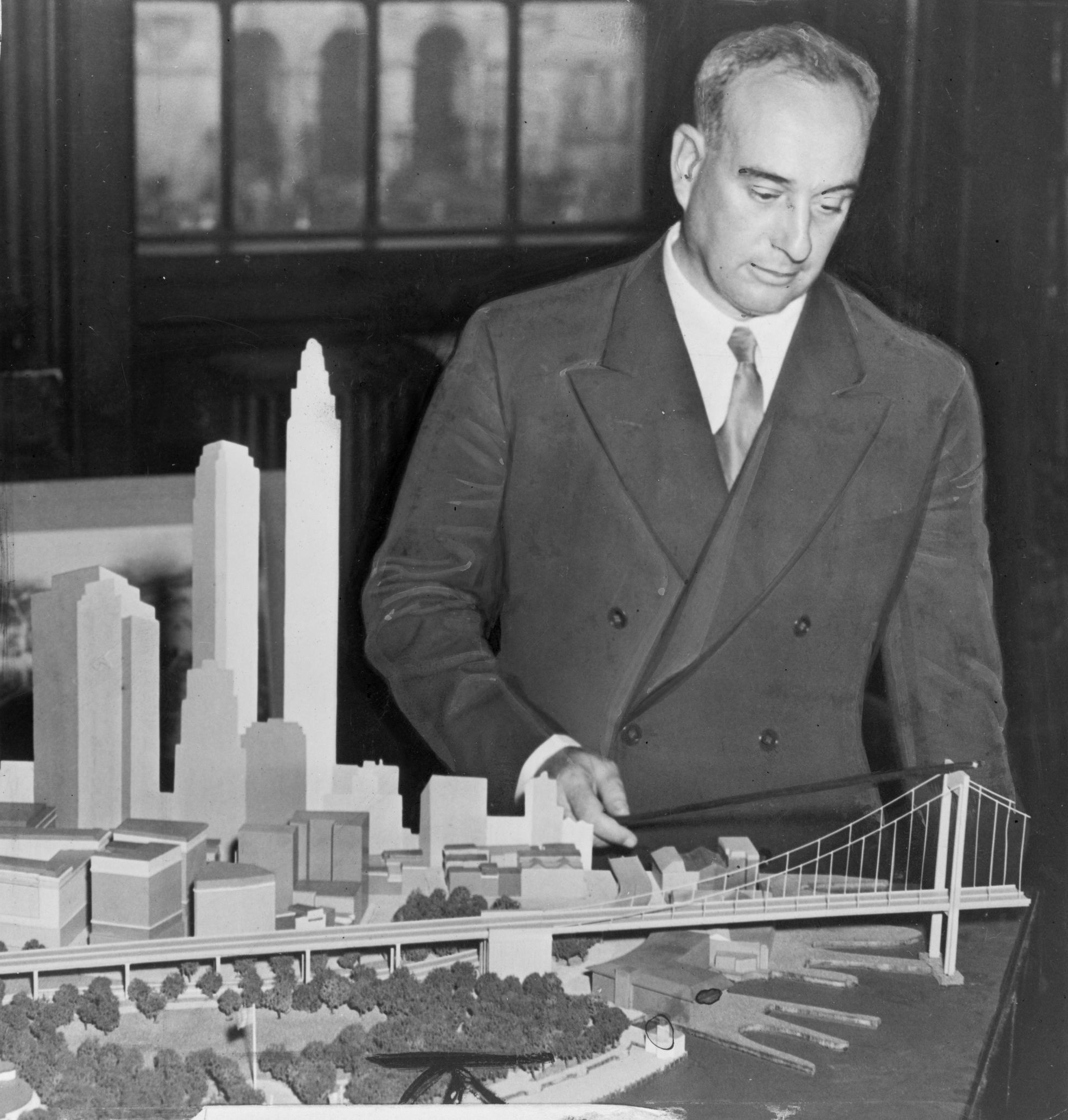
Robert Moses con un modelo de su puente de batería propuesto, nunca construido

El planificador de avenidas, Robert Moses, se hizo cargo de la construcción de muchos puentes, parques, unidades de vivienda pública y avenidas, principalmente con dinero federal. Moses fue un gran defensor del modernismo centrado en el automóvil, cuyo legado de proyectos de construcción masivos aún es controvertido. Se opuso a las ampliaciones masivas del metro propuestas en 1929 y 1939. Sin embargo, la última gran expansión del sistema de metro, combinada con la fusión de las empresas privadas de metro Interborough Rapid Transit y Brooklyn-Manhattan Transit con el Independent Subway System propiedad de la ciudad bajo propiedad de la ciudad, hizo que el metro fuera en gran medida lo que es hoy.

### Segunda Guerra Mundial

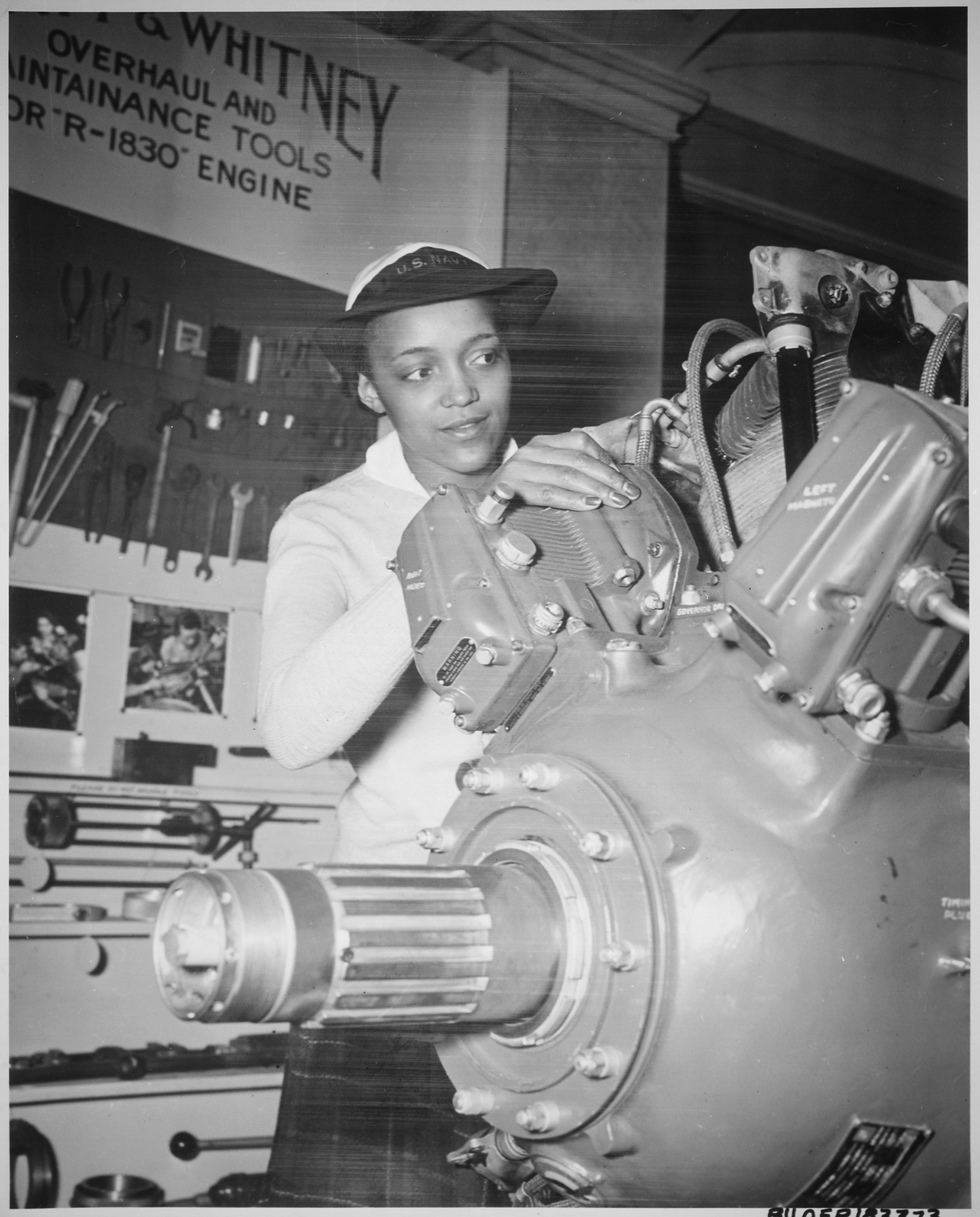
Motor de avión en la Escuela de Entrenamiento Naval en el Bronx

Nueva York, durante mucho tiempo una gran ciudad estadounidense con muchos inmigrantes, se convirtió en una ciudad culturalmente internacional con la fuga de cerebros de refugiados europeos intelectuales, musicales y artísticos que comenzó a fines de los años 1930. La Feria Mundial de Nueva York de 1939, que marcó el 150 aniversario de la toma de posesión de George Washington en el Federal Hall, fue un punto culminante del optimismo tecnológico, destinado a marcar el final de la Depresión. Sin embargo, después del comienzo de la Segunda Guerra Mundial, el tema se cambió de "Construyendo el mundo del mañana" a "Por la paz y la libertad", y la sombra de la guerra en curso en Europa empañaron los procedimientos.

La guerra transformó a Nueva York en un centro del frente interno de los Estados Unidos durante la Segunda Guerra Mundial. Más de 900 000 neoyorquinos sirvieron en la guerra y aproximadamente 63 millones de toneladas de suministros y más de 3 millones de hombres salieron del puerto de Nueva York. Durante el apogeo de la guerra, un barco salía cada 15 minutos. Se hicieron esfuerzos para proteger a Nueva York de un ataque, durante la guerra se atenuaron lugares famosos como Times Square y Broadway para proteger a Nueva York de un ataque aéreo. Se colocaron carteles en todos los espacios públicos de Nueva York para instruir a los civiles sobre cómo responder a un ataque aéreo o naval. A pesar de tales esfuerzos, las fuerzas del Eje se infiltraron en Nueva York durante la guerra. en la noche del 14 de enero de 1942, el U-123 ingresó a la Bahía Inferior de Nueva York y su tripulación observó el horizonte de Nueva York. en sus memorias, el entonces capitán de U-Boat, Reinhard Hardegen, describió el momento en que vio por primera vez el horizonte de Nueva York a bordo del U-123:
" No puedo describir el sentimiento con palabras, pero fue increíblemente hermoso y grandioso... Habría regalado un reino por este momento si tuviera uno. Fuimos los primeros en estar aquí, y por primera vez en esta guerra un soldado alemán miró hacia la costa de los EE. UU. "
Mientras los submarinos amenazaban desde el exterior, elementos de la Red de Espionaje Nazi Duquesne y la Operación Pastorius operaban dentro de la ciudad. La economía de la ciudad de Nueva York se vio impulsada por el esfuerzo bélico, pero no en la medida de las ciudades con industrias pesadas como Pittsburgh, Chicago, Los Ángeles o Detroit. La industria de la confección producía uniformes y los talleres mecánicos se centraban en los materiales de guerra. El Astillero Naval de Brooklyn volvió a aumentar su producción de buques de guerra. La gran industria gráfica apenas se vio afectada. Las instalaciones portuarias volvieron a desempeñar su papel en el envío de suministros y soldados a Europa. El Puerto de Nueva York manejó el 25% de las exportaciones de la nación. Al final de la guerra, Navy Yard era el astillero más grande del mundo con 75 000 trabajadores. Cuando llegó la paz en 1945, Nueva York era claramente preeminente en el mundo, como la única gran ciudad del mundo ilesa de la guerra.

## Economía

### Finanzas
Nueva York se convirtió en el centro financiero de los Estados Unidos antes de la Guerra Civil, especializándose en valores ferroviarios. en 1900 se volvió aún más dominante y comenzaba a acercarse a Londres como un centro financiero mundial. Hubo miles de banqueros y financieros exitosos; una figura central fue J. P. Morgan, que mediante J. P. Morgan estableció programas nacionales de financiación para el acero, los implementos agrícolas, el transporte marítimo y otras industrias. También financió gran parte de los esfuerzos bélicos británicos y franceses en la Primera Guerra Mundial. John D. Rockefeller, de Standard Oil, se expandió desde una posición dominante en el petróleo a otras industrias además de la banca. Andrew Carnegie dominó el acero hasta que se vendió a Morgan en 1901. Después de 1900, Rockefeller y Carnegie dedicaron en gran medida su interés a la filantropía, al igual que Morgan hasta cierto punto. Con la creación del Sistema de la Reserva Federal en 1913, el Banco de la Reserva Federal de Nueva York se convirtió en un jugador poderoso bajo su dinámico presidente Benjamin Strong. en 1917, Nueva York estaba financiando los esfuerzos de guerra mundial de Gran Bretaña, Francia y otros aliados. En los años 1920, Nueva York había superado a Londres como centro bancario mundial. La Bolsa de Valores de Nueva York fue el foco nacional de creación de riqueza y especulación hasta que sus acciones colapsaron repentinamente a fines de 1929, desencadenando la Gran Depresión mundial.

### Industria de la confección
La industria de la confección involucraba la fabricación de ropa lista para usar para hombres y mujeres, así como la venta al por mayor de estos productos a tiendas de todo el país. La ciudad de Nueva York dominó la industria nacional, con Chicago y Los Ángeles muy por detrás. Se originó en el "comercio de trapos" del siglo XIX de sastres, cortadores, planchadores, vendedores ambulantes y tenderos judíos. Para 1900, era una industria operada y de propiedad mayoritariamente judía, y la mayoría de los trabajadores eran judíos, aunque se estaban contratando otros inmigrantes nuevos. Los judíos de Europa del Este que hablaban yiddish eran firmes partidarios de los sindicatos, que relacionaban con sus influencias socialistas en Europa.
El Sindicato Internacional de Trabajadoras de la Confección de Damas (ILGWU) se formó en 1900 y fue un actor importante en la Federación Estadounidense del Trabajo. Creció rápidamente en sus primeras dos décadas y se atribuyó el mérito de abolir el trabajo de costura en las viviendas, establecer una semana de seis días y 54 horas, redactar contratos sindicales que daban preferencia a los miembros de ILGWU que solicitaban un trabajo y establecer una maquinaria de arbitraje. El sindicato era mucho más grande y fuerte que los cientos de pequeños comercios con los que trataba. Sin embargo, en los años 1920, la ILGWU fue destrozada por batallas entre el liderazgo establecido, los comunistas. en 1928 triunfó el establishment; los comunistas sólo controlaban el sindicato de peleteros, que gobernaban mediante la violencia paramilitar. La membresía de ILGWU se había reducido a 40 000 (la gran mayoría de los cuales eran mujeres). Los primeros años de la Gran Depresión socavaron aún más el sindicato. Bajo el liderazgo de David Dubinsky, ILGWU se convirtió en un importante partidario del New Deal de Roosevelt, y su membresía creció rápidamente a fines de los años 1930 y durante la Segunda Guerra Mundial.
Amalgamated Clothing Workers of America fue un grupo disidente más radical que se formó en 1914. Se centró en ropa confeccionada para hombres y proporcionó bancos, recreación, atención médica e incluso restaurantes y viviendas para los miembros. Expulsó a sus comunistas en los años 1920. Bajo el liderazgo de Sidney Hillman, desempeñó un papel central en la formación del Congreso militante de Organizaciones Industriales a mediados de los años 1930 y le dio a Hillman una voz poderosa en la Coalición del New Deal. Después de 1970, ambos sindicatos perdieron miembros y se fusionaron en 1995.
Con el Partido Demócrata en la ciudad controlado en gran parte por los irlandeses conservadores, Dubinsky y Hillman y sus sindicatos formaron un nuevo partido político en 1936, el Partido Laborista Estadounidense. Solo obtuvo una boleta en el estado de Nueva York, donde respaldó con entusiasmo las tres reelecciones de Roosevelt. Cuando los comunistas se infiltraron en el Partido en 1944, la ILGWU se separó y formó el Partido Liberal de Nueva York. El Partido Liberal estuvo dirigido durante muchos años por Alex Rose, el líder del sindicato de sombrereros, un pequeño sindicato de la industria de la confección.

### En el paseo marítimo

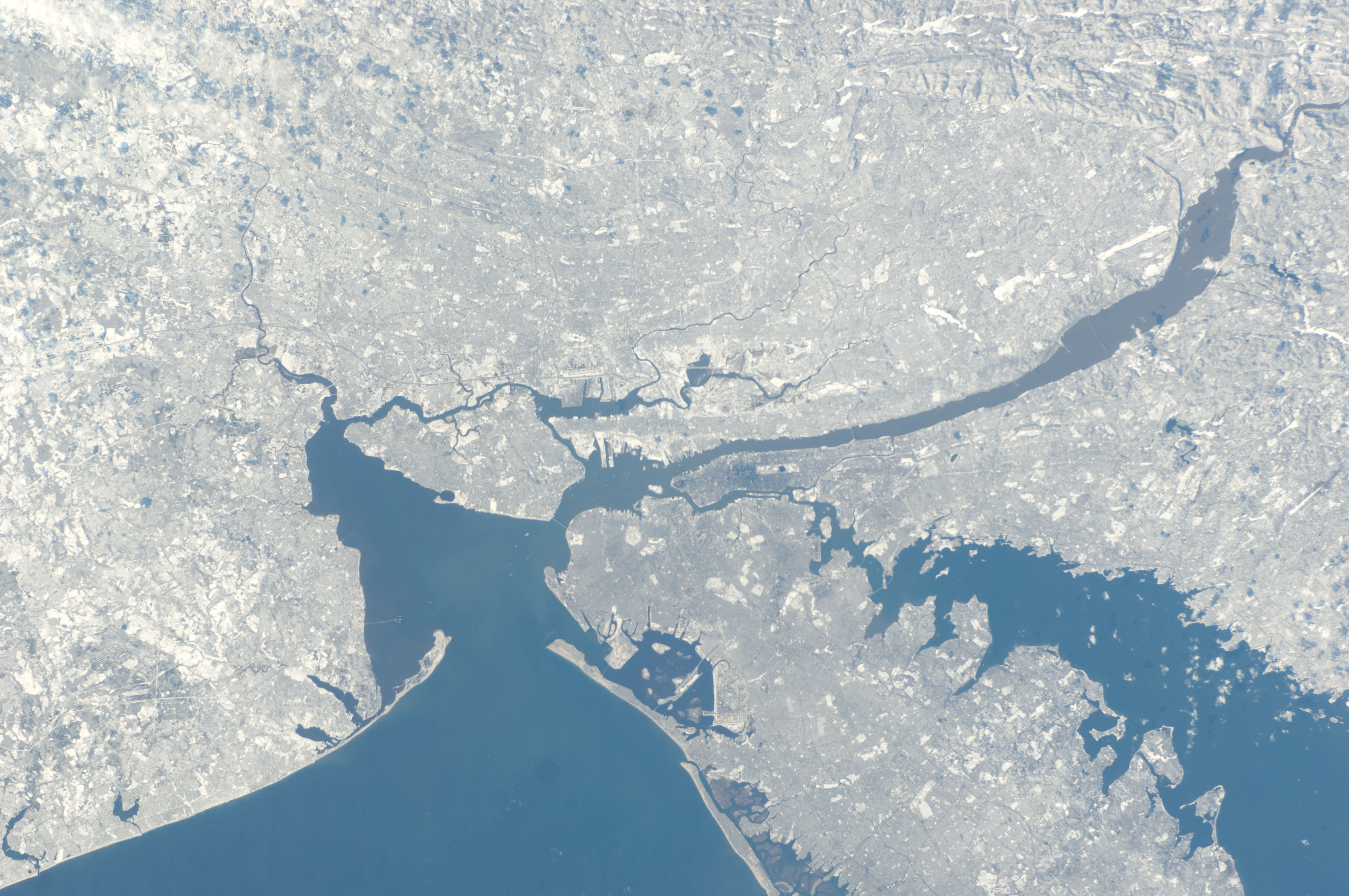
Imagen de la NASA del puerto de Nueva York y Nueva Jersey

El puerto de Nueva York y Nueva Jersey ha sido por lejos el mayor de Estados Unidos y ha servido tanto a buques de pasajeros como mercantes. Fue el principal punto de embarque de las tropas estadounidenses que viajaban a Europa durante la Primera Guerra Mundial. La congestión en el puerto hizo que los expertos se dieran cuenta de la necesidad de una autoridad portuaria para supervisar el extremadamente complejo sistema de puentes, carreteras, subterráneos e instalaciones portuarias en el área de Nueva York-Nueva Jersey. La Autoridad Portuaria de Nueva York y Nueva Jersey fue creada en 1921, bajo la supervisión de los gobernadores de Nueva York y Nueva Jersey. Al emitir sus propios bonos, era financieramente independiente de cualquiera de los dos estados; los bonos se pagaron con peajes y tarifas, y no con impuestos. Se convirtió en una de las principales agencias del área metropolitana de Nueva York para manejar proyectos a gran escala, especialmente bajo el liderazgo de Austin Tobin.
Los barcos de pasajeros florecieron antes de la llegada de las compañías aéreas transatlánticas en los años 1960. Una línea de negocios atendía a los turistas de lujo que se dirigían en ambas direcciones, con líneas americanas y británicas en competencia. Los barcos de vapor de pasajeros también transportaban pasajeros de tercera clase a tarifas bajas. La gran mayoría eran inmigrantes en los Estados Unidos, aunque algunos inmigrantes regresaban a Europa. 
Dos compañías alemanas dominaban el tráfico de inmigrantes a Nueva York desde Europa Central y del Este, la línea Hamburgo-América y la North German Lloyd. Construyeron elaboradas redes de agencias de boletos en Europa, ofreciendo paquetes de ida de bajo costo. Los inmigrantes que se dirigían a otras ciudades generalmente tenían boletos prepagos pagados por sus familiares que ya se habían establecido en el Nuevo Mundo. 
La mayoría de los recién llegados ya tenían una idea de a qué se dirigían, gracias a las cartas familiares y los folletos ampliamente disponibles. La gran mayoría de los viajeros de Europa llegaban a través de la ciudad de Nueva York, y los inmigrantes hacían sus trámites en la isla Ellis. Un pequeño porcentaje fue rechazado debido a una enfermedad evidente; las compañías de barcos de vapor tuvieron que pagar su tarifa, por lo que detectaron a los pasajeros enfermos con anticipación en Europa.

### Primera Guerra Mundial
La ciudad desempeñó un papel importante en la publicidad y financiación de la Primera Guerra Mundial, así como en la producción de uniformes y buques de guerra. Existía el temor de un sabotaje alemán, especialmente después de la explosión del Black Tom en 1916.

## El Bronx

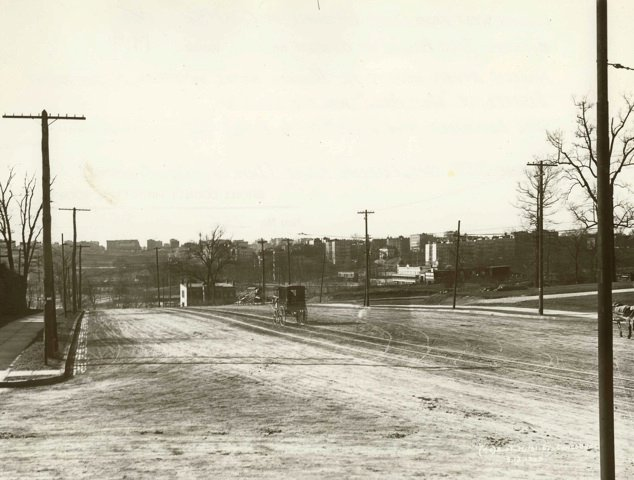
El Grand Concourse y la calle 161 a principios del.

La historia del Bronx después de 1898 se divide en varios períodos distintos. El primero es de auge y va de 1898 a 1929, con un crecimiento de la población por un factor de seis: pasó de 200 000 habitantes en 1900, a 1,3 millones en 1930. La Gran Depresión trajo consigo un aumento del desempleo, especialmente entre la clase trabajadora, y una desaceleración del crecimiento. La mitad y el final del siglo fueron tiempos difíciles, ya que el Bronx declinó desde los años 1950 hasta los años 1970 de un área de ingresos moderados a una de ingresos bajos con altas tasas de delincuencia violenta y pobreza. Un resurgimiento económico y de desarrollo comenzó a fines de los años 1980 y continuó durante los años 1990.
De 1922 a 1953 los demócratas controlaron El Bronx, con Edward J. Flynn a la cabeza. Generalmente conocido como "el jefe", dirigía la maquinaria política como un ejecutivo de negocios, prestando especial atención a la elección de los principales lugartenientes y brindando servicios a los votantes agradecidos. En marcado contraste con los líderes de Tammany, cooperó sin problemas con Franklin Roosevelt tanto como gobernador como presidente.

### Textos recientes
- Burns, Ric y James Sanders. New York: An Illustrated History (2003), versión en libro a gran escala del documental Burns PBS, New York: A Documentary Film, un documental de ocho partes y 17½ horas dirigido por Ric Burns para PBS. Se emitió originalmente en 1999 con episodios adicionales emitidos en 2001 y 2003.
- Chernow, Ron. The house of Morgan: an American banking dynasty and the rise of modern finance (2001)
- Chernow, Ron. Titan: The Life of John D. Rockefeller, Sr.(2007)
- Christin, Pierre,  and Olivier Balez. Robert Moses: The Master Builder of New York City (2014)
- Federal Writers' Project (1939). New York City Guide. American Guide Series. New York: Random House. + Index
- Gabaccia, Donna R. From Sicily to Elizabeth Street: Housing and Social Change Among Italian Immigrants, 1880–1930 (1984) en un barrio de viviendas en el Lower East Side
- Geisst, Charles R. Wall Street: A History (2nd ed. 2012). comprehensive history
- Goldstein, Richard. Helluva Town: The Story of New York City During World War II (2010) Online review
- Golway, Terry. Machine Made: Tammany Hall and the Creation of Modern American Politics (2014)
- Gonzalez, Evelyn. The Bronx (Columbia University Press, 2004) online edition
- Gurock, Jeffrey S. "Writing New York's Twentieth Century Jewish History: A Five Borough Journey," History Compass (2013) 11#3 pp 215–226.
- Homberger, Eric. The historical atlas of New York City: A visual celebration of 400 years of New York City's history (Macmillan, 2005), pp 114–145.
- Howe, Irving. World of Our Fathers: The Journey of the Eastern European Jews to America (1975), Cobertura muy amplia de la historia social, cultural y política.
- Jackson, Kenneth and Sam Roberts, eds. The Almanac of New York City (2008)
- Jackson, Kenneth T. and Hillary Ballon, eds. Robert Moses and the Modern City: The Transformation of New York (W. W. Norton, 2007)
- Jackson, Kenneth T. "The capital of capitalism: The New York metropolitan region, 1890–1940." in Anthony Sutcliffe, editor, Metropolis 1890–1940 (1984): 319–353.
- Jeffers, H. Paul. (2002). The Napoleon of New York: Mayor Fiorello La Guardia. New York: John Wiley & Sons. ISBN 0-471-02465-1. online edition Archivado el 31 de enero de 2009 en Wayback Machine..
- Kessner, Thomas. Fiorello H. LaGuardia and the Making of Modern New York (1989) the most detailed standard scholarly biography
- Lankevich, George J. American Metropolis: A History of New York City (New York University Press, 1998) pp 138–80; reprinted as New York City: A Short History (NYU Press, 2002),
- Lubove, Roy. The progressives and the slums: Tenement house reform in New York City, 1890–1917 (1963).
- Nasaw, David. The Chief: The Life of William Randolph Hearst (2000)
- Nevins, Allan, and John Allen Krout, eds. The Greater City: New York, 1898–1948 (Columbia University Press, 1948); ensayos populares de académicos sobre los cambios y continuidades en la ciudad
- Revell, Keith D. Building Gotham: Civic Culture and Public Policy in New York City, 1898–1938 (Johns Hopkins University Press, 2003). 327pp
- Rischin, Moses. The Promised City: New York's Jews, 1870–1914 (2nd ed. 1977)
- Slayton, Robert A. Empire Statesman: The Rise and Redemption of Al Smith, (2001), 480pp, the standard scholarly biography;
- Varga, Joseph J.  Hell's Kitchen and the Battle for Urban Space: Class Struggle and Progressive Reform in New York City, 1894–1914 (2013)review in JSTOR
- Wallace, Mike. Greater Gotham: A History of New York City from 1898 to 1919 (2017)
- Ward, David, and Olivier Zunz, eds. Landscape of Modernity: Essays on New York City, 1900–1940 (1992), 14 ensayos de académicos sobre planificación y barrios.
- Williams, Mason B. City of Ambition: FDR, La Guardia, and the Making of Modern New York (2013).
- Wilson, Ross J. New York and the First World War: Shaping an American City (2014).